# Championnat de Porto Rico féminin de football
Le championnat de Porto Rico de football féminin est une compétition féminine de football.

## Palmarès
| Saison    | Champion                                               |
| --------- | ------------------------------------------------------ |
| 2001-2002 | Real Quintana (San Juan)                               |
| 2002-2003 | pas de compétition                                     |
| 2003-2004 | Jerezanas FC (Rio Piedras)                             |
| 2004      | Real Quintana (San Juan)                               |
| 2005      | Jerezanas FC (Rio Piedras)                             |
| 2006      | Real Quintana (San Juan)                               |
| 2007      | Jerezanas FC (Rio Piedras)                             |
| 2008      | Club Balompié Feminino de Guayama                      |
| 2009      | Torrimar                                               |
| 2010      | Apertura : Club Balompié Feminino de Guayama           |
| 2011      | Apertura : Boca Olímpico, Clausura : Academia Quintana |
| 2012      | Apertura : Bayamón, Clausura : Barbosa                 |
| 2013      | Apertura : Bayamón, Clausura : Bayamón                 |
| 2014      | Apertura : Mayagüez FC, Clausura : Bayamón             |
| 2015      | Apertura : Fundación Romano SA (Carolina)              |
| 2016      | Clausura : Bayamón                                     |
| 2017      | Criollas de Caguas                                     |
| 2018-2019 | Challengers SC                                         |
| 2019-2020 | Compétition abandonnée                                 |
| 2021      | Puerto Rico Sol                                        |
| 2022      | Puerto Rico Sol                                        |
| 2022-2023 | Apertura : Puerto Rico Sol, Clausura : ???             |
| 2023-2024 | Apertura : ???, Clausura : Caribbean Stars             |
| 2024-2025 | Apertura : Caribbean Stars, Clausura : Caribbean Stars |